# Sanja Vučić
Sanja Vučić (Serbisk kyrillisk: Сања Вучић;  født 8. august 1993) er en serbisk sangerinde. Hun repræsenterede Serbien ved Eurovision Song Contest 2016. Hun repræsenterede Serbien i Eurovision Song Contest 2021 som en del af Gruppen Hurricane med sangen "Loco Loco" hvor gruppen endte på en 15. plads.